# Prasutagos
Prasutagos (falecido em 60 ou 61 d.C.) foi um rei breto-romano da ilha da Bretanha no século I d.C. Rei dos Icenos, que habitaram a região que é hoje Norfolk, no nordeste da Grã-Bretanha, é mais conhecido como marido da rainha Boadiceia. É o sucessor de Antedios.
Prasutagos pode ter sido um dos onze reis que se renderam a Cláudio após a conquista romana em 43 ou ele pode ter sido instalado como rei após a derrota de uma rebelião dos Icenos em 47.
Como aliado de Roma sua tribo foi autorizada a permanecer nominalmente independente e para garantir que Prasutagos nomeasse o imperador romano como co-herdeiro de seu reino, junto com suas duas filhas. Tácito diz que ele viveu uma vida longa e próspera, mas quando morreu, os romanos ignoraram sua vontade e assumiram o controle, privando os nobres de suas terras e saqueando seu reino. Boadiceia foi açoitada e suas filhas estupradas e os financistas romanos revogaram seus empréstimos. Esses eventos levaram à revolta dos Icenos, sob a liderança de Boudica, em 60 ou 61.
Moedas foram encontradas em Suffolk com a inscrição SVB ESVPRASTO ESICO FECIT, "sob Esuprastus Esico (o) fez" em latim. Alguns arqueólogos acreditam que Esuprastus era o verdadeiro nome do rei que Tácito chama de Prasutagos, enquanto outros acham que ele era uma pessoa diferente. Outros interpretam que Esuprastus é um nome composto, com "Esu-" derivado do deus Esus e significando "senhor", "mestre" ou "honra", e "Prasto-" sendo uma abreviação nome pessoal, a inscrição da moeda significando "sob Lord Prasto-".
Também é notável que moedas dos Coritanos, povo vizinho aos Icenos, foram encontradas com nomes semelhantes IISVPRASV e ESVPASV. O nome de um antigo rei dos Icenos aparece em moedas como SCAVO, um nome que pode estar relacionado com o latim scaeva, "esquerda", e scaevola, "esquerda -mão". As moedas de ambos os governantes são similarmente romanas em estilo e linguagem e foram provavelmente emitidas dentro de vinte anos uma da outra. Chris Rudd sugere que Esuprastus, a quem ele identifica com Prasutagus, sucedeu Scavo após a rebelião Icenia de 47.